# Никола Зарзев
Никола Зарзев е български просветен деец от Македония.

## Биография
Никола Зарзев е роден в град Велес, тогава в Османската империя. В 1889 година завършва с четвъртия випуск Солунската българска мъжка гимназия. След това е назначен за български учител в Куманово, където през 1907 година влиза в конфликт с ВМОРО и е публично бит от нейни дейци.